# Belekler, Ilgın
Belekler là một xã thuộc huyện Ilgın, tỉnh Konya, Thổ Nhĩ Kỳ. Dân số thời điểm năm 2011 là 628 người.